# Драгић Јоксимовић
Драгић Јоксимовић (Бачина, 18. јул 1893 — Сремска Митровица, 1. август 1951) био је српски политичар и адвокат, најпознатији као бранилац генерала Драгољуба Михаиловића.

## Биографија

### Младост и образовање
Драгић Јоксимовић је рођен 18. јул 1893. у варошици Бачини у Темнићком срезу у Моравском округу, у скромној али угледној породици трговца Милића Јоксимовића.
Основну школу је завршио у родном месту, а по завршетку гимназије у Крушевцу и Београду, уписао је Правни факултет 1912. у Београду, који је завршио по окончању рата. Још као студент је био члан Самосталне радикалне странке, а од самог оснивања је био члан Демократске странке.
Био је председник Студентског демократског клуба, сарадник часописа Будућност и уредник омладинског листа Слобода. Један од је оснивача и предводника Студентског клуба демократа на Београдском универзитету између два светска рата. Међу свим студентима, Јоксимовић је био један од најспретнијих и најбољих говорника, који је својој логици и свом беседништву давао далеко мању цену, него су му је давали противници.
Након студија отишао је на стручно усавршавање у Франкфурт (Немачка), где стиче звање доктора економско-финансијских наука.

### Политичка каријера
Од 1927. до 1928. био је на месту шефа кабинета Министарства трговине и индустрије, а потом кмет правник Београдске општине. Након тога отишао је у адвокатуру, којом ће се успешно бавити до краја живота и постати један од најбољих српских адвоката свих времена.
Више пут биран за народног посланика у народној скупштини Краљевине Југославије. Године 1932. покренуо је Темнићки зборник.

#### Демократски посланички клуб
Августа 1945. године постао је псоалник Привремене народне скупштине ДФЈ, која је настала по споразуму Тито-Шубашић. Ту је предводи Демократски посланички клуб, који је у то време поднео низ предлога закона у намери да ублажи комунистичку власт. Најпознатије иницијативе су предлози Закона о слободи од страха и Закона о правима грађана код војних судова. Након што су њихове иницијативе одбијене, Драгић је заједно са осталим демократским посланицима септембра 1945. напустио ову скупштину. Након тога покреће лист Демократија, који је од оснивања био на мети прогона, а након 6 бројева и забрањен.

### Одбрана генерала Михаиловића
Широј јавности највише познат као бранилац генерала Драгољуба Михаиловића, због чега је морао платити главом, иако је за браниоца постављен од стране суда и Адвокатске коморе.
Ова тако убедљива одбрана генерала Михаиловића толико је разбеснела комунисте да се и сам Јосип Броз тим поводом обратио, 14. јула 1946. године на Цетињу, тачно уочи Јоксимовићеве завршне одбране и Михаиловићеве пресуде, која је пала сутрадан, 15. јула 1946."Тај адвокат (Јоксимовић) брани Михаиловића на начин који је противан интересима наших народа, просто - као сваки народни непријатељ. Али ово није само идеологија Јоксимовића, већ и других сличних њему који се крију иза демократске маске". Главни повод овог необичног мешања у ствари правде био је тај што је смели Јоксимовић тражио од суда: да свом штићенику постави неколико питања на која бранилац има права по свим законима света. Место да питања дозволи, председник суда је безобзирно одбрусио: „Тужилац је окривљеном Михаиловићу довољно питања поставио“, искључујући сва даља, па и браниочева.

### Робија и смрт
16. јуна 1949. године је ухапшен и убрзо оптужен за непријатељску делатност и осуђен на три године затвора и губитак грађанских права на годину дана. У сремскомитровачком затвору је и умро 1. августа 1951. године. Његово тело није предато фамилији до окончања затворске казне.
У његову част се од 2002. године, у родном месту Бачини на дан његовог рођења одржавају Дани Драгића Јоксимовића.